# Oneindige verzameling
In de verzamelingenleer, een deelgebied van de wiskunde, is een oneindige verzameling een verzameling die geen eindige verzameling is. Oneindige verzameling kunnen zowel aftelbaar als overaftelbaar zijn. Een verzameling {\displaystyle V} is oneindig als voor geen enkel natuurlijk getal {\displaystyle n} de verzameling {\displaystyle \{\ 0,1,2,\dots ,n-1\ \}} en {\displaystyle V} gelijkmachtig zijn.
Enkele voorbeelden: 
- De verzameling {\displaystyle \mathbb {Z} } van alle gehele getallen {\displaystyle \{...,-1,0,1,2,...\}}, is een aftelbaar oneindige verzameling
- De verzameling {\displaystyle \mathbb {R} } van alle reële getallen is een overaftelbare verzameling.

Het kan bij twee oneindige verzamelingen {\displaystyle A} en {\displaystyle B} zo zijn dat {\displaystyle A} een echte deelverzameling is van {\displaystyle B}, maar dat {\displaystyle A} en {\displaystyle B} toch gelijkmachtig zijn. Er bestaat in dat geval dus een bijectie van {\displaystyle A} naar {\displaystyle B}.

## Eigenschappen
De verzameling van natuurlijke getallen, waarvan het bestaan wordt gewaarborgd door het axioma van oneindigheid, is oneindig. Het is de enige verzameling waarvan de axioma's rechtstreeks vereisen dat zij oneindig is. Het bestaan van andere oneindige verzamelingen volgt in de Zermelo-Fraenkel-verzamelingenleer (ZFC) uit het bestaan van de natuurlijke getallen.
Een verzameling is dan en slechts dan oneindig als voor ieder natuurlijke getal de verzameling een deelverzameling heeft waarvan de kardinaliteit gelijk is aan dit natuurlijk getal. Als het keuzeaxioma wordt aangenomen, dan is een verzameling dan en slechts dan oneindig als deze verzameling een aftelbaar oneindige deelverzameling bevat.